# Rockville (Carolina del Sud)
Rockville és una població dels Estats Units a l'estat de Carolina del Sud. Segons el cens del 2000 tenia 137 habitants.

## Demografia
Segons el cens del 2000, Rockville tenia 137 habitants, 64 habitatges i 44 famílies. La densitat de població era de 120,2 habitants/km².
Dels 64 habitatges en un 10,9% hi vivien nens de menys de 18 anys, en un 62,5% hi vivien parelles casades, en un 6,3% dones solteres, i en un 29,7% no eren unitats familiars. En el 28,1% dels habitatges hi vivien persones soles el 10,9% de les quals corresponia a persones de 65 anys o més que vivien soles. El nombre mitjà de persones vivint en cada habitatge era de 2,14 i el nombre mitjà de persones que vivien en cada família era de 2,6.
Per edats la població es repartia de la següent manera: un 10,9% tenia menys de 18 anys, un 8,8% entre 18 i 24, un 16,1% entre 25 i 44, un 41,6% de 45 a 60 i un 22,6% 65 anys o més.
L'edat mediana era de 52 anys. Per cada 100 dones de 18 o més anys hi havia 100 homes.
La renda mediana per habitatge era de 58.977$ i la renda mediana per família de 69.821$. Els homes tenien una renda mediana de 45.208$ mentre que les dones 33.750$. La renda per capita de la població era de 36.620$. Entorn del 3,9% de les famílies i el 3,1% de la població estaven per davall del llindar de pobresa.

## Poblacions més properes
El següent diagrama mostra les poblacions més properes.